# موسی، یاردیملی
موسی (به ترکی آذربایجانی: Musa) یک منطقه مسکونی در جمهوری آذربایجان است که در شهرستان یاردیملی و در دهیاری آشاغی آستانلی واقع شده‌است. براساس کمیته آمار دولتی آذربایجان، از سال ۲۰۱۴ تنها هشت نفر در این روستا زندگی می‌کردند.